# Sleepwalkers (filme)
Sleepwalkers (prt: Sonâmbulos de Stephen King; bra: Sonâmbulos) é um filme estadunidense de 1992, do gênero terror, com roteiro de Stephen King.
Estrelado por Brian Krause, Mädchen Amick e Alice Krige, o filme, que tem aparições especiais de Joe Dante, Tobe Hooper, Clive Barker, John Landis e Stephen King, é o primeiro com história de Stephen King escrita diretamente em forma de roteiro, sem se basear em nenhum romance seu.

## Sinopse
Charles (Brian Krause) e a sua mãe, Mary (Alice Krige), uma mulher e seu filho adolescente, se mudam para uma nova cidade. São os últimos de uma raça mortal cujas necessidades não pertencem a este mundo. Eles são Sonâmbulos, capazes de permanecer vivos à custa de se alimentarem da força vital de jovens mulheres virgens. Capazes de mudar completamente de aspecto físico, estão condenados a vaguear pela terra, tentando não ser descobertos e sempre em busca da próxima vítima, Tanya (Mädchen Amick) é a próxima vítima deles, e acaba se apaixonando por Charles, sem desconfiar da natureza assassina do rapaz. Cabe a ela e a cidade inteira varrer o mal de lá, antes que seja tarde demais.

## Elenco
- Brian Krause ... Charles Brady
- Mädchen Amick ... Tanya Robertson
- Alice Krige ... Mary Brady
- Jim Haynie ... xerife Ira
- Cindy Pickett ... Sra. Robertson
- Ron Perlman ... Capitão Soames
- Lyman Ward ... Sr. Don Robertson
- Dan Martin ... Andy Simpson
- Glenn Shadix ... Sr. Fallows
- Cynthia Garris ... Laurie Travis
- Monty Bane ... Horace
- John Landis ... Técnico do laboratório
- Joe Dante ... Assistente do laboratório
- Stephen King ... Coveiro
- Clive Barker ... Técnico forense
- Tobe Hooper ... Técnico forense

## Trilha sonora
A música original foi composta por Nicholas Pike. O álbum da trilha sonora foi lançado em CDs e fitas cassetes pela produtora Milan.
Lista de músicas do CD: (Lado 2 da fita cassete começa na faixa 9)
| Faixa | Artista        | Título                        | Compositor                              |
| ----- | -------------- | ----------------------------- | --------------------------------------- |
| 01    | Santo & Johnny | Sleepwalk                     | Johnny Farina, Santo Farina, Ann Farina |
| 02    | Nicholas Pike  | Main Titles                   | Nicholas Pike                           |
| 03    | Nicholas Pike  | Cop Kabob                     | Nicholas Pike                           |
| 04    | Nicholas Pike  | This Is Homeland              | Nicholas Pike                           |
| 05    | Nicholas Pike  | Is This What You Had In Mind? | Nicholas Pike                           |
| 06    | Nicholas Pike  | Let's Go Upstairs             | Nicholas Pike                           |
| 07    | Nicholas Pike  | You Didn't Get It             | Nicholas Pike                           |
| 08    | Nicholas Pike  | Run To That Jungle Beat       | Nicholas Pike                           |
| 09    | The Contours   | Do You Love Me                | Berry Gordy                             |
| 10    | Nicholas Pike  | Am I Beautiful?               | Nicholas Pike                           |
| 11    | Nicholas Pike  | Let The Cats Run              | Nicholas Pike                           |
| 12    | Nicholas Pike  | I'm Going To Make Us Dim      | Nicholas Pike                           |
| 13    | Nicholas Pike  | Fly On The Chicken            | Nicholas Pike                           |
| 14    | Nicholas Pike  | Impaling Doom                 | Nicholas Pike                           |
| 15    | Nicholas Pike  | Speedster                     | Nicholas Pike                           |
| 16    | Enya           | Boadicea                      | Enya, Nicky Ryan                        |